# 1741
Il 1741 (MDCCXLI in numeri romani) è un anno  del XVIII secolo.

## Eventi
- Stemmatographia di Hristofor Zhefarovich è il primo libro bulgaro stampato. La stampa avviene a Vienna.
- Guerra di successione austriaca (1740-1748).
- 13 marzo – Ha inizio l'Assedio di Cartagena de Indias: Gli Inglesi assaltano la roccaforte spagnola di Cartagena de Indias.
- Aprile – viene scoperto il Grande Complotto Nero del 1741, un presunto piano di rivolta di schiavi neri e bianchi poveri col fine di incendiare la città di New York.
- 10 aprile – Battaglia di Mollwitz: L'esercito austriaco attacca le truppe di Federico il Grande a Mollwitz (oggi Małujowice).
- 20 maggio – Termina l'Assedio di Cartagena de Indias con un totale insuccesso da parte degli Inglesi, che non riescono a espugnare la città.
- 30 giugno – Papa Benedetto XIV pubblica la Lettera Enciclica Quanta cura, riguardante "gli errori del nostro tempo" e indirizzata "ai venerabili fratelli patriarchi, primati, arcivescovi, vescovi, e agli altri ordinari aventi con l'apostolica sede pace e comunione".
- 8 agosto – Il Parlamento Svedese dichiara guerra alla Russia, dando il via alla Guerra russo-svedese.
- 6 dicembre – Elisabetta Petrovna diventa zarina di Russia.
- 19 dicembre – Vitus Bering muore nel corso di una sua esplorazione in Siberia.
- 25 dicembre – Anders Celsius elabora la sua omonima scala di misurazione della temperatura.

## Musica
- Jean-Philippe Rameau pubblica a Parigi la prima edizione dei Pieces de clavecin en concerts, avec un violon ou une flute, et une viole on un deuxième violon.

## Nati

### Gennaio
- 10 gennaio - Elisabetta Carolina di Hannover, principessa inglese († 1759)
- 13 gennaio - Louis-Apollinaire de La Tour du Pin-Montauban, arcivescovo cattolico francese († 1807)
- 14 gennaio - Benedict Arnold, generale statunitense († 1801)
- 17 gennaio - Natal'ja Petrovna Golicyna, nobildonna russa († 1837)
- 19 gennaio - Giovanni Antonio Ranza, presbitero e patriota italiano († 1801)
- 19 gennaio - Scipione de' Ricci, vescovo cattolico italiano († 1810)
- 20 gennaio - Carl von Linné jr., naturalista svedese († 1783)
- 27 gennaio - Hester Lynch Piozzi, scrittrice e mecenate britannica († 1821)
- 29 gennaio - Marco Boncompagni Ludovisi Ottoboni, V duca di Fiano, nobile e militare italiano († 1818)
- 31 gennaio - Theodor Gottlieb von Hippel, scrittore tedesco († 1796)

### Febbraio
- 4 febbraio - Aleksandr Romanovič Voroncov, politico, diplomatico e nobile russo († 1805)
- 7 febbraio - Johann Heinrich Füssli, letterato e pittore svizzero († 1825)
- 8 febbraio - André Grétry, compositore belga († 1813)
- 8 febbraio - Fëdor Grigor'evič Orlov, militare e politico russo († 1796)
- 10 febbraio - Angelo Petrozzani, avvocato e letterato italiano († 1814)
- 12 febbraio - Marc Antoine de Granet, avvocato e politico francese († 1827)
- 14 febbraio - Joseph Marie Servan de Gerbey, generale francese († 1808)
- 14 febbraio - Ernst Wilhelm Stibolt, ingegnere e militare danese († 1796)
- 15 febbraio - Jean-Nicolas Buache, geografo francese († 1825)
- 16 febbraio - Thomas Dundas, I barone Dundas, politico scozzese († 1820)
- 19 febbraio - Johann Gottlieb Stephanie, drammaturgo e librettista austriaco († 1800)
- 26 febbraio - Camille Charles Le Clerc de Fresne, militare e politico francese († 1797)

### Marzo
- 2 marzo - James Stuart, generale britannico († 1815)
- 8 marzo - Paolo Pozzo, architetto italiano († 1803)
- 12 marzo - Giulio Cesare Gattoni, gesuita e fisico italiano († 1809)
- 13 marzo - Giuseppe II d'Asburgo-Lorena, imperatore († 1790)
- 16 marzo - Carlo Amoretti, naturalista, agronomo e traduttore italiano († 1816)
- 17 marzo - William Withering, botanico britannico († 1799)
- 18 marzo - Alexandre Kucharsky, pittore polacco († 1819)
- 19 marzo - Giuseppe Bartolomeo Menochio, religioso e vescovo cattolico italiano († 1823)
- 22 marzo - Antoine-François Callet, pittore francese († 1823)
- 23 marzo - Antonio Maria Sacconi, vescovo cattolico e missionario italiano († 1785)
- 24 marzo - Giacomo Trombara, architetto italiano († 1811)
- 25 marzo - Jean-Antoine Houdon, scultore francese († 1828)
- 26 marzo - Jean-Michel Moreau, pittore, incisore e disegnatore francese († 1814)
- 28 marzo - Johann Philipp von Cobenzl, politico e diplomatico austriaco († 1810)
- 30 marzo - Justin Bonaventure Morard de Galles, ammiraglio francese († 1809)

### Aprile
- 4 aprile - John Wodehouse, I barone Wodehouse, nobile e politico inglese († 1834)
- 5 aprile - Jean-René de Verdun de La Crenne, militare e scienziato francese († 1805)
- 6 aprile - Sébastien-Roch Nicolas de Chamfort, scrittore e aforista francese († 1794)
- 11 aprile - Johann Heinrich Merck, scrittore e letterato tedesco († 1791)
- 14 aprile - Momozono, imperatore giapponese († 1762)
- 15 aprile - Charles-François Delacroix, politico e diplomatico francese († 1805)
- 15 aprile - Charles Willson Peale, pittore e orologiaio statunitense († 1827)
- 17 aprile - Johann Gottlieb Naumann, compositore tedesco († 1801)
- 25 aprile - Vincenzo Maria Morelli, arcivescovo cattolico italiano († 1812)
- 27 aprile - Alexandre Masson de Pezay, scrittore e militare francese († 1777)
- 29 aprile - Lorenzo Caleppi, cardinale e diplomatico italiano († 1817)

### Maggio
- 5 maggio - Louis Bernard Coclers, pittore, incisore e illustratore fiammingo († 1817)
- 8 maggio - Bernardino Nocchi, pittore italiano († 1812)
- 9 maggio - Gregorio García de la Cuesta, generale spagnolo († 1811)
- 10 maggio - Francescantonio Grimaldi, giurista e filosofo italiano († 1784)
- 11 maggio - Saverio Granata, vescovo cattolico italiano († 1817)
- 14 maggio - Christian Schkuhr, botanico tedesco († 1811)
- 17 maggio - Barthélemy Faujas de Saint-Fond, geologo francese († 1819)
- 17 maggio - John Penn, politico statunitense († 1788)
- 21 maggio - Benedetto Piossasco di None, generale italiano († 1822)
- 23 maggio - Andrea Lucchesi, compositore e organista italiano († 1801)

### Giugno
- 11 giugno - Joseph Warren, medico e patriota statunitense († 1775)
- 14 giugno - Antonio Foschini, architetto italiano († 1813)
- 19 giugno - Jacques de Maleville, giurista e politico francese († 1824)
- 21 giugno - Benedetto di Savoia, nobile italiano († 1808)
- 22 giugno - Luigi Tomasini, violinista e compositore italiano († 1808)
- 23 giugno - Richard Onslow, I baronetto, ammiraglio britannico († 1817)
- 26 giugno - John Langdon, politico statunitense († 1819)
- 30 giugno - Vincenzo Chiminello, astronomo italiano († 1815)

### Luglio
- 7 luglio - Ambrogio Rosmini, pittore e architetto italiano († 1818)
- 13 luglio - Carl Hindenburg, matematico tedesco († 1808)
- 30 luglio - Carlo Antonio Lodovico Bellardi, medico, botanico e micologo italiano († 1826)

### Agosto
- 6 agosto - John Wilson, matematico inglese († 1793)
- 20 agosto - Vincenzo Brenna, architetto e pittore svizzero († 1820)
- 20 agosto - Henry Herbert, I conte di Carnarvon, nobile e politico britannico († 1811)
- 23 agosto - Jean-François de La Pérouse, navigatore, geografo e esploratore francese († 1788)
- 24 agosto - Giacinta Orsini, nobile italiana († 1759)
- 25 agosto - Karl Friedrich Bahrdt, teologo e scrittore tedesco († 1792)
- 26 agosto - Chiara Spinucci, nobildonna italiana († 1792)
- 27 agosto - Joseph Reed, politico statunitense († 1785)
- 31 agosto - Jean-Paul-Égide Martini, compositore tedesco († 1816)

### Settembre
- 2 settembre - Pietro Augustoni, architetto italiano († 1815)
- 6 settembre - David Rossi, pittore, decoratore e architetto italiano († 1827)
- 11 settembre - Johann Jakob Engel, scrittore tedesco († 1802)
- 11 settembre - Arthur Young, scrittore e saggista inglese († 1820)
- 22 settembre - Peter Simon Pallas, biologo, zoologo e botanico tedesco († 1811)
- 24 settembre - Francesco Puccinelli, scienziato italiano († 1809)
- 25 settembre - Václav Pichl, compositore e violinista ceco († 1805)
- 28 settembre - William Brodie, artigiano, politico e criminale scozzese († 1788)
- 30 settembre - Josse-François-Joseph Benaut, organista, clavicembalista e compositore belga († 1794)
- 30 settembre - François Simonet de Coulmier, abate, psicoterapeuta e politico francese († 1818)

### Ottobre
- 2 ottobre - Augustin Barruel, gesuita, saggista e scrittore francese († 1820)
- 4 ottobre - Franciszek Karpiński, poeta polacco († 1825)
- 4 ottobre - Edmond Malone, scrittore e saggista irlandese († 1812)
- 7 ottobre - Innocenzo Maria Liruti, vescovo cattolico e teologo italiano († 1827)
- 8 ottobre - José Cadalso, scrittore e militare spagnolo († 1782)
- 10 ottobre - Carlo II di Meclemburgo-Strelitz, sovrano tedesco († 1816)
- 10 ottobre - Henri-Joseph Van Blarenberghe, pittore francese († 1826)
- 11 ottobre - James Barry, pittore irlandese († 1806)
- 18 ottobre - Pierre-Ambroise-François Choderlos de Laclos, scrittore, generale e inventore francese († 1803)
- 21 ottobre - Pierre Bertholon de Saint-Lazare, abate e fisico francese († 1800)
- 21 ottobre - Johann Jacob Hess, teologo svizzero († 1828)
- 28 ottobre - Johann August von Starck, presbitero, teologo e saggista tedesco († 1816)
- 30 ottobre - Angelika Kauffmann, pittrice svizzera († 1807)

### Novembre
- 2 novembre - Joan Derk van der Capellen tot den Pol, politico olandese († 1781)
- 2 novembre - Pierre-Joseph-Georges Pigneau de Béhaine, vescovo cattolico, missionario e religioso francese († 1799)
- 9 novembre - Alessandro Verri, scrittore italiano († 1816)
- 11 novembre - Johann Kaspar Lavater, scrittore, filosofo e teologo svizzero († 1801)
- 13 novembre - Anton Joseph von Brentano-Cimaroli, generale italiano († 1793)
- 16 novembre - Angelo Mazza, poeta e letterato italiano († 1817)
- 18 novembre - Louis Joseph d'Albert d'Ailly, chimico e viaggiatore francese († 1792)
- 24 novembre - Peter Rainier, ammiraglio e politico britannico († 1808)
- 26 novembre - Alessandro Barca, teorico della musica e chimico italiano († 1814)
- 27 novembre - Jean-Pierre Duport, violoncellista e compositore francese († 1818)
- 29 novembre - Federico di Anhalt-Bernburg-Schaumburg-Hoym, principe tedesco († 1812)

### Dicembre
- 5 dicembre - Francesco Nicola Bellosio, organaro italiano († 1820)
- 8 dicembre - Paul Dietrich Giseke, botanico e medico tedesco († 1796)
- 10 dicembre - Ireneo Affò, storico dell'arte, letterato e numismatico italiano († 1797)
- 10 dicembre - Aagje Deken, scrittrice olandese († 1804)
- 16 dicembre - Nathan Adler, rabbino e religioso tedesco († 1800)
- 18 dicembre - Maximilien Gardel, ballerino e coreografo francese († 1787)
- 25 dicembre - Federico Carlo di Wied-Neuwied, principe († 1809)
- 31 dicembre - Isabella di Borbone-Parma, nobile spagnola († 1763)

### Senza giorno specificato
- Johann Wilhelm Archenholz, scrittore prussiano († 1813)
- Hans Rudolf von Bischoffwerder, diplomatico prussiano († 1803)
- Antonio Boccia, geografo, militare e storico italiano († 1807)
- Pietro Bonvicini, architetto svizzero († 1796)
- Carlo Canobbio, compositore e violinista italiano († 1822)
- Antonio Maria Capodistria, nobile, politico e diplomatico greco († 1819)
- Costantino Cedini, pittore italiano († 1811)
- Nicolò Chetta, scrittore e poeta italiano († 1803)
- Charles Clerke, esploratore britannico († 1779)
- Henry Cort, ingegnere britannico († 1800)
- George Dance, architetto inglese († 1825)
- Pierre-Étienne Falconet, pittore francese († 1791)
- Thomas Fitzsimons, politico statunitense († 1811)
- Giuseppe Flaiani, anatomista italiano († 1808)
- Alberto Fortis, letterato, naturalista e geologo italiano († 1803)
- Antonio Graziosi, tipografo e editore italiano († 1818)
- John Alexander Gresse, pittore, incisore e collezionista d'arte britannico († 1794)
- Ivan Vasilievič Gudovič, generale russo († 1820)
- Thomas Hickey, pittore e viaggiatore irlandese († 1824)
- Mathias Albrecht Lotter, incisore e cartografo tedesco († 1810)
- Marija Osipovna Zakrevskaja, nobildonna russa († 1800)
- Troiano Odazi, economista e patriota italiano († 1794)
- Francesco Paiola, chirurgo italiano († 1816)
- Phraya Phichai, generale siamese († 1782)
- Giacomo Rust, compositore italiano († 1786)
- Qaddur al-Alami, poeta e mistico marocchino († 1850)
- Guido Antonio Zanetti, numismatico italiano († 1791)

## Morti

### Gennaio
- 5 gennaio - Ann Turner Robinson, soprano inglese
- 15 gennaio - Ramon Despuig,  spagnolo (n. 1670)

### Febbraio
- 6 febbraio - Maffeo Nicolò Farsetti, arcivescovo cattolico italiano (n. 1677)
- 13 febbraio - Johann Joseph Fux, compositore e teorico della musica austriaco (n. 1660)
- 15 febbraio - Georg Raphael Donner, scultore e prete austriaco (n. 1693)
- 15 febbraio - Francesco Torti, medico e anatomista italiano (n. 1658)
- 19 febbraio - Andrea Locatelli, pittore italiano (n. 1695)
- 21 febbraio - Jethro Tull, agronomo e inventore britannico (n. 1674)
- 25 febbraio - Ferdinando Porretti, latinista, scrittore e teologo italiano (n. 1684)
- 27 febbraio - John Ker, I duca di Roxburghe, nobile e politico scozzese (n. 1680)

### Marzo
- 1º marzo - Orazio Borgondio, gesuita e matematico italiano (n. 1675)
- 16 marzo - Eleonora Luisa Gonzaga, nobile (n. 1686)
- 17 marzo - Jean-Baptiste Rousseau, poeta e drammaturgo francese (n. 1670)
- 31 marzo - Pieter Burman il Vecchio, filologo classico olandese (n. 1668)

### Aprile
- 4 aprile - Vittorio Amedeo I di Savoia-Carignano, principe italiano (n. 1690)
- 11 aprile - James Waldegrave, I conte Waldegrave, nobile e ambasciatore inglese (n. 1684)
- 16 aprile - Francesco Granet, critico letterario e traduttore francese (n. 1692)
- 17 aprile - Onofrio Avellino, pittore italiano (n. 1674)
- 24 aprile - Antoine François de Pardaillan de Gondrin, ammiraglio francese (n. 1709)
- 27 aprile - Faustino Bocchi, pittore italiano (n. 1659)

### Maggio
- 1º maggio - Elizabeth Felton, nobildonna inglese (n. 1676)
- 5 maggio - Eleonore von Lobkowicz, nobile boema (n. 1682)
- 12 maggio - Girolamo Bonoli, religioso, storico e scrittore italiano (n. 1656)
- 16 maggio - Giacomo Lanfredini, cardinale e vescovo cattolico italiano (n. 1680)
- 17 maggio - Francesco Antonio Correr, patriarca cattolico italiano (n. 1676)
- 19 maggio - Thomas Twining, imprenditore britannico (n. 1675)
- 21 maggio - Bartolomeo Ruspoli, cardinale italiano (n. 1697)
- 22 maggio - Giuseppe Maria Martelli, arcivescovo cattolico italiano (n. 1678)
- 23 maggio - Charles Armand René de La Trémoille, nobile francese (n. 1708)
- 24 maggio - Augustus FitzRoy, marinaio inglese (n. 1716)
- 25 maggio - Daniel Ernst Jablonski, teologo tedesco (n. 1660)

### Giugno
- 10 giugno - Giuseppe Maria Mazza, scultore e pittore italiano (n. 1653)
- 14 giugno - Carolina d'Assia-Rheinfels-Rotenburg, principessa (n. 1714)
- 17 giugno - Alvise Pisani, doge (n. 1664)
- 22 giugno - Joseph-Hector Fiocco, compositore fiammingo (n. 1703)
- 24 giugno - David Carnegie, V conte di Northesk, nobile scozzese (n. 1701)
- 27 giugno - Ferdinando Ruggieri, architetto italiano (n. 1691)

### Luglio
- 2 luglio - François Xavier d'Entrecolles, gesuita francese (n. 1664)
- 3 luglio - Elisabetta Teresa di Lorena, regina (n. 1711)
- 7 luglio - Domenico Manni, ingegnere italiano (n. 1646)
- 8 luglio - Pietro Paltronieri, pittore italiano (n. 1673)
- 10 luglio - Conrad Zellweger, politico svizzero (n. 1664)
- 22 luglio - Vasilij Alekseevič Urusov, ammiraglio russo
- 26 luglio - Guglielmo Enrico di Sassonia-Eisenach, duca (n. 1691)
- 28 luglio - Antonio Vivaldi, compositore e violinista italiano (n. 1678)
- 30 luglio - Wirich Philipp von Daun, generale austriaco (n. 1669)

### Agosto
- 3 agosto - Lorenzo Altieri, cardinale italiano (n. 1671)
- 7 agosto - Augustin Nadal, drammaturgo, poeta e giornalista francese (n. 1659)
- 11 agosto - Maria Anna di Borbone-Condé, principessa francese (n. 1697)
- 22 agosto - Pedro de Castro, generale spagnolo (n. 1678)
- 26 agosto - Maria Elisabetta d'Asburgo, nobile austriaca (n. 1680)
- 27 agosto - Costantino Gatta, medico, antiquario e storico italiano (n. 1673)
- 31 agosto - Johann Gottlieb Heineccius, giurista tedesco (n. 1681)

### Settembre
- 7 settembre - Blas de Lezo, ammiraglio spagnolo (n. 1689)
- 9 settembre - Pauline Félicité de Mailly,  francese (n. 1712)
- 14 settembre - Charles Rollin, storico francese (n. 1661)
- 25 settembre - Marcello Passari, cardinale e arcivescovo cattolico italiano (n. 1678)

### Ottobre
- 9 ottobre - Domenico Lalli, librettista italiano (n. 1679)
- 10 ottobre - Louis de l'Isle de la Croyère, astronomo e esploratore francese (n. 1685)
- 15 ottobre - Anna Maria Francesca di Sassonia-Lauenburg, nobile (n. 1672)

### Novembre
- 5 novembre - Johannes Schuyler, Jr., imprenditore e politico statunitense (n. 1697)
- 20 novembre - Melchior de Polignac, cardinale, arcivescovo cattolico e diplomatico francese (n. 1661)
- 24 novembre - Ulrica Eleonora di Svezia, regina (n. 1688)
- 28 novembre - Francesco Bertos, scultore italiano (n. 1678)

### Dicembre
- 2 dicembre - Raffaele Chyliński, presbitero polacco (n. 1694)
- 7 dicembre - Carlo Ambrogio Mezzabarba, patriarca cattolico italiano (n. 1685)
- 14 dicembre - Johann Amman, botanico e medico svizzero (n. 1707)
- 16 dicembre - Thomas Bruce, III conte di Elgin, nobile e politico scozzese (n. 1656)
- 16 dicembre - Vincenzo Maria Mazzoleni, arcivescovo cattolico italiano (n. 1667)
- 19 dicembre - Vitus Bering, esploratore e cartografo danese (n. 1681)
- 21 dicembre - Bernard de Montfaucon, monaco cristiano, paleografo e archeologo francese (n. 1655)

### Senza giorno specificato
- Costantino Balbi, doge (n. 1676)
- Antonio Domenico Bamberini, pittore italiano (n. 1666)
- Antoine Banier, mitografo, traduttore e religioso francese (n. 1673)
- Giovanni Antonio Cappello, pittore italiano (n. 1669)
- Carlo Francesco Cesarini, compositore italiano
- Bartolomeo Chiozzi, ingegnere italiano (n. 1671)
- Jacopo Franchini, architetto e scultore italiano (n. 1665)
- Sebastiano Galeotti, pittore italiano (n. 1675)
- Jacob Christoph Le Blon, pittore e incisore tedesco (n. 1667)
- Giovanni Antonio Pellegrini, pittore italiano (n. 1675)
- Ignaz Preissler, pittore tedesco (n. 1676)
- Françoise Prévost, danzatrice francese
- Anthony Sayer (n. 1672)
- Herman van der Myn, pittore olandese (n. 1684)

## Calendario
| Calendario 1741 | Calendario 1741 | Calendario 1741 | Calendario 1741 | Calendario 1741 | Calendario 1741 | Calendario 1741 | Calendario 1741 | Calendario 1741 | Calendario 1741 | Calendario 1741 | Calendario 1741 | Calendario 1741 | Calendario 1741 | Calendario 1741 | Calendario 1741 | Calendario 1741 | Calendario 1741 | Calendario 1741 | Calendario 1741 | Calendario 1741 | Calendario 1741 | Calendario 1741 | Calendario 1741 | Calendario 1741 | Calendario 1741 | Calendario 1741 | Calendario 1741 | Calendario 1741 | Calendario 1741 | Calendario 1741 | Calendario 1741 | Calendario 1741 |
| --------------- | --------------- | --------------- | --------------- | --------------- | --------------- | --------------- | --------------- | --------------- | --------------- | --------------- | --------------- | --------------- | --------------- | --------------- | --------------- | --------------- | --------------- | --------------- | --------------- | --------------- | --------------- | --------------- | --------------- | --------------- | --------------- | --------------- | --------------- | --------------- | --------------- | --------------- | --------------- | --------------- |
|                 | 1               | 2               | 3               | 4               | 5               | 6               | 7               | 8               | 9               | 10              | 11              | 12              | 13              | 14              | 15              | 16              | 17              | 18              | 19              | 20              | 21              | 22              | 23              | 24              | 25              | 26              | 27              | 28              | 29              | 30              | 31              |                 |
| Gennaio         | Do              | Lu              | Ma              | Me              | Gi              | Ve              | Sa              | Do              | Lu              | Ma              | Me              | Gi              | Ve              | Sa              | Do              | Lu              | Ma              | Me              | Gi              | Ve              | Sa              | Do              | Lu              | Ma              | Me              | Gi              | Ve              | Sa              | Do              | Lu              | Ma              |                 |
| Febbraio        | Me              | Gi              | Ve              | Sa              | Do              | Lu              | Ma              | Me              | Gi              | Ve              | Sa              | Do              | Lu              | Ma              | Me              | Gi              | Ve              | Sa              | Do              | Lu              | Ma              | Me              | Gi              | Ve              | Sa              | Do              | Lu              | Ma              |                 |                 |                 |                 |
| Marzo           | Me              | Gi              | Ve              | Sa              | Do              | Lu              | Ma              | Me              | Gi              | Ve              | Sa              | Do              | Lu              | Ma              | Me              | Gi              | Ve              | Sa              | Do              | Lu              | Ma              | Me              | Gi              | Ve              | Sa              | Do              | Lu              | Ma              | Me              | Gi              | Ve              |                 |
| Aprile          | Sa              | Do              | Lu              | Ma              | Me              | Gi              | Ve              | Sa              | Do              | Lu              | Ma              | Me              | Gi              | Ve              | Sa              | Do              | Lu              | Ma              | Me              | Gi              | Ve              | Sa              | Do              | Lu              | Ma              | Me              | Gi              | Ve              | Sa              | Do              |                 |                 |
| Maggio          | Lu              | Ma              | Me              | Gi              | Ve              | Sa              | Do              | Lu              | Ma              | Me              | Gi              | Ve              | Sa              | Do              | Lu              | Ma              | Me              | Gi              | Ve              | Sa              | Do              | Lu              | Ma              | Me              | Gi              | Ve              | Sa              | Do              | Lu              | Ma              | Me              |                 |
| Giugno          | Gi              | Ve              | Sa              | Do              | Lu              | Ma              | Me              | Gi              | Ve              | Sa              | Do              | Lu              | Ma              | Me              | Gi              | Ve              | Sa              | Do              | Lu              | Ma              | Me              | Gi              | Ve              | Sa              | Do              | Lu              | Ma              | Me              | Gi              | Ve              |                 |                 |
| Luglio          | Sa              | Do              | Lu              | Ma              | Me              | Gi              | Ve              | Sa              | Do              | Lu              | Ma              | Me              | Gi              | Ve              | Sa              | Do              | Lu              | Ma              | Me              | Gi              | Ve              | Sa              | Do              | Lu              | Ma              | Me              | Gi              | Ve              | Sa              | Do              | Lu              |                 |
| Agosto          | Ma              | Me              | Gi              | Ve              | Sa              | Do              | Lu              | Ma              | Me              | Gi              | Ve              | Sa              | Do              | Lu              | Ma              | Me              | Gi              | Ve              | Sa              | Do              | Lu              | Ma              | Me              | Gi              | Ve              | Sa              | Do              | Lu              | Ma              | Me              | Gi              |                 |
| Settembre       | Ve              | Sa              | Do              | Lu              | Ma              | Me              | Gi              | Ve              | Sa              | Do              | Lu              | Ma              | Me              | Gi              | Ve              | Sa              | Do              | Lu              | Ma              | Me              | Gi              | Ve              | Sa              | Do              | Lu              | Ma              | Me              | Gi              | Ve              | Sa              |                 |                 |
| Ottobre         | Do              | Lu              | Ma              | Me              | Gi              | Ve              | Sa              | Do              | Lu              | Ma              | Me              | Gi              | Ve              | Sa              | Do              | Lu              | Ma              | Me              | Gi              | Ve              | Sa              | Do              | Lu              | Ma              | Me              | Gi              | Ve              | Sa              | Do              | Lu              | Ma              |                 |
| Novembre        | Me              | Gi              | Ve              | Sa              | Do              | Lu              | Ma              | Me              | Gi              | Ve              | Sa              | Do              | Lu              | Ma              | Me              | Gi              | Ve              | Sa              | Do              | Lu              | Ma              | Me              | Gi              | Ve              | Sa              | Do              | Lu              | Ma              | Me              | Gi              |                 |                 |
| Dicembre        | Ve              | Sa              | Do              | Lu              | Ma              | Me              | Gi              | Ve              | Sa              | Do              | Lu              | Ma              | Me              | Gi              | Ve              | Sa              | Do              | Lu              | Ma              | Me              | Gi              | Ve              | Sa              | Do              | Lu              | Ma              | Me              | Gi              | Ve              | Sa              | Do              |                 |